# Nicholas Poriotis
Nicholas Poriotis (ur. 6 czerwca 1989) – australijski zapaśnik walczący w obu stylach. Wicemistrz Oceanii w 2006 roku. Medalista turniejów juniorskich w Oceanii.